# Mesosa praelongipes
Mesosa praelongipes är en skalbaggsart som beskrevs av Keiichi Kusama och Teruo Irie 1976. Mesosa praelongipes ingår i släktet Mesosa och familjen långhorningar. Inga underarter finns listade i Catalogue of Life.